# Lepidogyne
Lepidogyne ist eine Gattung aus der Familie der Orchideen (Orchidaceae). Sie besteht aus nur ein bis drei Arten krautiger Pflanzen, die im tropischen Südostasien beheimatet sind.

## Beschreibung
Die Arten der Gattung Lepidogyne sind relativ große, terrestrisch wachsende Orchideen. Das Rhizom ist kurz und kräftig, die Sprossachse ist dicht beblättert. Die Laubblätter sind länglich-lanzettlich, an der Basis laufen sie in einen breiten Blattstiel aus, der den Spross halb umfasst. Die Blätter stehen in einer grundständigen Rosette und werden bei Lepidogyne longifolia bis 50 cm lang; die ganze Pflanze erreicht eine Wuchshöhe von einem Meter oder mehr. Schlechter berichtet von Papua-Neuguinea von einer Wuchshöhe bis zwei Meter bei Lepidogyne sceptrum.
Der traubige Blütenstand ist endständig. Die Blütenstandsachse, die Tragblätter, der Fruchtknoten und die Außenseiten der Sepalen sind behaart. Die auffälligen Tragblätter sind länger als die Blüten. Die Blüten sind resupiniert, der Fruchtknoten ist verdreht. Die Blütenblätter sind nicht miteinander verwachsen. Die seitlichen Sepalen liegen an der Lippe an oder sind abgespreizt. Die Petalen sind asymmetrisch oval-rhombisch, sie haften am oberen Petal an. Die Lippe ist zweigeteilt: Der basale Teil, das Hypochil, ist sackförmig, im Innern befinden sich sechs konische Anhängsel. Die Ränder des Hypochils weisen nach oben und enden in zwei kurzen Seitenlappen. Der vordere Teil der Lippe, das Epichil, schließt ohne Mittelteil an und ist länglich-dreieckig. Die Säule ist im unteren Drittel mit der Lippe verwachsen. Das Staubblatt ist schmal oval bis lanzettlich mit einer herzförmigen Basis. Es enthält zwei keulenförmige Pollinien, deren Stielchen an einer gemeinsamen lanzettlichen Klebscheibe (Viscidium) haften. Die Narbe besteht aus einer Fläche. Der untere Rand der Narbenfläche ist zu einer plattenförmigen, fleischigen Membran erweitert, die die Narbe teilweise abdeckt. Das Trenngewebe zwischen Narbe und Staubblatt (Rostellum) ist dreieckig und an der Spitze eingeschnitten.

## Vorkommen
Lepidogyne ist in Südostasien beheimatet. Das Verbreitungsgebiet reicht von Malaysia und den Philippinen über Indonesien bis nach Papua-Neuguinea. Es werden Höhenlagen von 500 bis 1300 Metern besiedelt. Die Standorte liegen im Schatten von Wäldern und Gebüschen, auch in Sekundärwäldern kommt Lepidogyne vor. Die Pflanzen wachsen auf humusreichen oder anmoorigen Böden. Von Java berichtet Comber ein stellenweise häufiges Vorkommen.

## Systematik und botanische Geschichte
Lepidogyne wird innerhalb der Tribus Cranichideae in die Subtribus Goodyerinae eingeordnet. Nach Dressler lässt sich diese weiter in zwei Gruppen unterteilen; Lepidogyne steht in der größeren Gruppe mit nur einer Narbenfläche. Die Gattungen Goodyera und Hylophila sind nah verwandt. Ein Unterscheidungsmerkmal von Lepidogyne ist die „Platte“ über der Narbe – allerdings gibt es in der Gattung Goodyera Arten mit erhabenen Rändern um die Narbe, und bei Hylophila finden sich seitlich der Narbe zwei Anhängsel.
Die Gattung Lepidogyne wurde 1859 von Carl Ludwig Blume in Collection des Orchidées le plus remarquables de l'Archipel Indien et du Japon Seite 93 Tafel 25 aufgestellt. Der Name kommt vom altgriechischen λεπίς lepis, deutsch ‚Schuppe‘ und γυνῄ gyne, deutsch ‚Frau‘, er bezieht sich auf das Gewebe über der Narbenfläche. Typusart ist Lepidogyne longifolia, diese hatte Blume zuvor als Neottia longifolia beschrieben.
Es gibt also nur eine Art:
- Lepidogyne longifolia (Blume) Blume (Syn.: Neottia longifolia Blume, Lepidogyne minor Schltr., Lepidogyne sceptrum Schltr.): Sie kommt in Malaysia, auf den Philippinen, in Sumatra, Java, Borneo und in Neuguinea vor.[5]